# Agntjärnen, Västergötland
Agntjärnen är en sjö i Härryda kommun i Västergötland och ingår i Göta älvs huvudavrinningsområde. Sjön är 6,5 meter djup, har en yta på 0,05 kvadratkilometer och är belägen 77 meter över havet.